# SYR4: Goodbye 20th Century
Pour les articles homonymes, voir Twentieth Century (homonymie) et Century.
Albums de Sonic Youth
Silver Session for Jason Knuth
(1998) NYC Ghosts and Flowers
(2000)
SYR4: Goodbye 20th Century est le 4e disque de la série SYR du groupe Sonic Youth, et c'est aussi à ce jour le plus long (plus de 100 minutes) ; il a été publié en 1999. Sur cet album, le groupe fait des reprises de morceaux de musique classique contemporaine (John Cage, Yoko Ono, Steve Reich et Christian Wolff) en collaboration avec de nombreux artistes tels que Christian Marclay, William Winant, Wharton Tiers, Takehisa Kosugi, Jim O'Rourke (qui n'était pas encore dans le groupe à cette période) ou encore Coco Hayley Gordon Moore, la fille de Thurston Moore et Kim Gordon. Le titre de l'album (en français, Au revoir XXe siècle) fait bien sûr référence à l'année de sortie du disque, qui est la dernière de ce siècle. Ce disque est un double-album : la version CD contient 2 CD et la version vinyle contient deux vinyles. L'ordre des morceaux diffère entre ces deux versions, mais les mêmes sont présents sur les deux versions. La version CD bénéficie d'un petit supplément : elle contient une vidéo Quicktime de l'enregistrement du morceau Piano Piece #13, dans laquelle on voit le groupe détruire les touches d'un piano avec des marteaux et des clous.

## Titres

### Version CD
1. Edges (Christian Wolff, 1969) - 16:03
2. Six (3rd Take) (John Cage, 1991) - 3:03
3. Six For New Time (Pauline Oliveros, 1999) - 8:06
4. +- (Takehisa Kosugi) - 7:01
5. Voice Piece For Soprano (Yoko Ono, 1961) - 0:17
6. Pendulum Music (Steve Reich, 1968) - 5:55

1. Having Never Written A Note For Percussion (James Tenney, 1971) - 9:09
2. Six (4th Take) (John Cage, 1991) - 2:10
3. Burdocks (Christian Wolff, 1971) - 13:12
4. Four6 (John Cage, 1992) - 30:01
5. Piano Piece #13 (Carpenter's Piece) (Georges Maciunas, 1962) - 3:58
6. Piece Enfantine (Nicolas Slonimsky, 1951) - 1:28
7. Treatise (Page 183) (Cornelius Cardew, 1967) - 3:25

### Version vinyle
1. Edges (Christian Wolff, 1969) - 16:03
2. Six for New Time (Pauline Oliveros, 1999) - 8:06

1. Having Never Written a Note For Percussion (James Tenney, 1971) - 9:09
2. Six (3rd take) (John Cage, 1991) - 3:03
3. + (Takehisa Kosugi) - 7:01
4. Voice Piece for Soprano (Yoko Ono, 1961) - 0:17
5. Piece Enfantine (Nicolas Slonimsky, 1951) - 1:28
6. Treatise (page 183) (Cornelius Cardew, 1967) - 3:25

1. Four6 (John Cage, 1992) - 30:01

1. Six (4th take) (John Cage, 1991) - 3:02
2. Burdocks (Christian Wolff, 1971) - 13:12
3. Piano Piece #13 (Georges Maciunas, 1962) - 1:28
4. Pendulum Music (Steve Reich, 1968) - 3:58

## Composition du groupe
- Kim Gordon (sur Edges, Six for New Time, +, Pendulum Music, Having Never Written a Note for Percussion, Burdocks, Four6, Piano Piece #13 (Carpenter's Piece), Treatise (page 183))
- Thurston Moore (sur Edges, Six (3rd take), Six for New Time, +, Pendulum Music, Having Never Written a Note for Percussion, Six (4th take), Burdocks, Four6, Piano Piece #13 (Carpenter's Piece), Treatise (page 183))
- Lee Ranaldo (sur Edges, Six (3rd take), Six for New Time, +, Pendulum Music, Having Never Written a Note for Percussion, Six (4th take), Burdocks, Four6, Piano Piece #13 (Carpenter's Piece), Piece Enfantine, Treatise (page 183))
- Steve Shelley (sur Edges, Six (3rd take), Six for New Time, +, Pendulum Music, Having Never Written a Note for Percussion, Six (4th take), Burdocks, Four6, Piano Piece #13 (Carpenter's Piece), Treatise (page 183))

## Autres musiciens
- William Winant (sur Edges, Six (3rd take), Six for New Time, +, Having Never Written a Note for Percussion, Six (4th take), Burdocks, Four6, Piece Enfantine, Treatise (page 183))
- Jim O'Rourke (sur Edges, Six (3rd take), Six for New Time, +, Having Never Written a Note for Percussion, Six (4th take), Burdocks, Four6, Treatise (page 183))
- Takehisa Kosugi (sur Edges, Six (3rd take), +, Having Never Written a Note for Percussion, Six (4th take), Burdocks, Four6, Treatise (page 183))
- Christian Wolff (sur Edges, Burdocks)
- Christian Marclay (sur Burdocks)
- Coco Hayley Gordon Moore (sur Voice Piece for Soprano)
- Wharton Tiers (sur Four6)